# The Peeping Toms
The Peeping Toms son una banda madrileña de ska, rocksteady y reggae. Se formaron en 2000 tras la disolución de Malarians, banda en la que habían militado Jaime Girgado (guitarra), Alberto-Kiyoshi Fonseca (piano), Javier Rodríguez (trombón) y David Carrasco, quien también había tocado el saxofón en Skarlatines. La banda se creó junto a Julio "Apollo XII" (batería) y Davit Bayés (contrabajo) y un poco más adelante se incorporó Rubén López, quien había empezado a colaborar con ellos, al ser el (cantante) de Malarians, y terminó quedándose definitivamente como cantante tras su primer concierto en el Soul Club de Madrid.
En 2001 grabaron una maqueta (Nueva Cita Para Bailar) que les hace firmar con el sello Revelde Records, filial de Fonomusic, apareciendo un primer álbum homónimo (The Peeping Toms). De su primera maqueta extrajeron el tema «Oh little girl» para el recopilatorio Rough & Tough (2001) del sello Liquidator. Para el recopilatorio Brixton Cats & The Rudies (2001) del sello Brixton extrajeron de nuevo el tema «Oh little girl» de su primera maqueta y el tema «Handicap 155» de su primer álbum.
En su primer álbum la banda buscó «hacer música popular, de baile, de alta calidad y conocimiento instrumental dentro de una dinámica de orquesta». El sonido retro del disco fue, por tanto, relajado en el tempo y cercano al rocksteady, el soul y el rhythm and blues. Jaime, principal compositor, recalcó en todo momento que lo suyo era música interpretada por músicos conocedores de las raíces de la cultura musical jamaicana. No se limitaron a tocar música jamaicana, sino que fueron conscientes de los orígenes y el devenir de ésta. Ello fue reconocido por la crítica musical, que calificó el álbum como «un trabajo deslumbrante [interpretado por] amplios conocedores de la materia con la que trabajan y suficientemente dotados en el aspecto técnico». Aparte de temas propios, en el disco aparecieron tres versiones: «Spicks and specks» de Bee Gees, «Girl from Ipanema» de Antonio Carlos Jobim y «Made a mistake» de The Impressions, si bien se basaron para esta última en la versión realizada con anterioridad por The Wailing Wailers.
En 2004 apareció su segundo y último trabajo, Maximum Rhythm and Reggae, con el que cosecharon sus mejores críticas. Este trabajo de estudio tuvo un sonido aún más puro y cuidado combinando en una centena de temas lo mejor de lo que Peeping Toms eran capaces de dar: ska, rhythm and blues, rocksteady, reggae, y DJ. En este álbum apareció de nuevo una versión con tintes lounge y bossa nova, como ocurriría en su primer álbum con «Girl from Ipanema», realizando Peeping Toms a sublime interpretación instrumental de «Orfeo negro», también llamada «Manhã de Carnaval», de Luiz Bonfá y Antônio Maria.

## Miembros
- Rubén López Guerrero: voz.
- Jaime Girgado: guitarra y coros.
- Julio «Apollo XII»: batería.
- Davit Bayés: contrabajo y bajo.
- David Carrasco, «El Niño» (2000-2003): saxofón, piano y órgano.
- Agustín «La Brassa Band»: saxofón
- Javier Rodríguez (2000-2003): trombón
- Santiago Cañadas: trombón
- Alberto-Kiyoshi Fonseca Sakai (2000):piano y órgano.
- Geronimo Garcia: piano y órgano

## Discografía

### Álbumes
- Nueva Cita Para Bailar (2001). Maqueta autoeditada.
- The Peeping Toms (Revelde, 2001 y Grover, 2002).
- Maximun Rhythm and Reggae (Liquidator, 2004).

### Participaciones en recopilatorios
- «Oh little girl» en Rough & Tough (Liquidator, 2001)
- «Oh little girl» y «Handicap 155» en Brixton Cats & The Rudies (Brixton, 2001)
- «Engine 1966» en Global Ska 2 (Revelde, 2002)
- «Lesley guitar muppet invasion» en Liquidator 10! (Liquidator, 2009)